# Le Roi du cirage
Pour plus de détails, voir Fiche technique et Distribution.
Le Roi du cirage est un film français réalisé par Pierre Colombier, sorti en 1931.

## Synopsis
Cireur de chaussures dans une gare parisienne, Bouboule est sur le point de découvrir un cirage révolutionnaire. Malheureusement, par suite de quiproquos, il perd son emploi. Mais, dans le même temps, il gagne une somme fabuleuse à la loterie. Dès lors, le cirage revient sur le devant de la scène…

## Fiche technique
- Titre : Le Roi du cirage
- Réalisateur : Pierre Colombier
- Scénario : Pierre Colombier, René Pujol
- Décors : Jacques Colombier, Pierre Kéfer
- Photographie : Jean Bachelet, René Colas
- Son : Antoine Archimbaud
- Musique : Pierre Chagnon, Ralph Erwin, Fred Pearly
- Montage : Harold Earle-Fischbacher
- Société de production : Pathé-Natan
- Pays de production : France
- Format : Noir et blanc - 35 mm - 1,37:1
- Genre : comédie
- Durée : 103 minutes
- Date de sortie : 
  - France : 20 novembre 1931

## Distribution
- Georges Milton : Bouboule
- Simone Vaudry : Daisy
- Henri Kerny : Anatole
- Gladys Cady
- Marcel Carpentier
- Andrée Champeaux
- Suzanne Delvé
- Anthony Gildès
- Henry Houry
- Adrien Lamy
- Charles Redgie
- Florence Walton
- Milly Mathis
- Anna Lefeuvrier
- Fernand Trignol